# North American F-86 Sabre
Chiếc North American F-86 Sabre (đôi khi được gọi là Sabrejet) là một máy bay chiến đấu có tốc độ cận âm được chế tạo cho Không quân Hoa Kỳ. Chiếc F-86 được phát triển trong những năm 1940 sau khi kết thúc Thế Chiến II và là một trong những máy bay tiêm kích phản lực được các nước Phương Tây sản xuất với số lượng nhiều nhất trong thời kỳ Chiến tranh lạnh. Một biến thể của chiếc F-86 được sản xuất tại Canada dưới tên gọi Canadair Sabre và được bố trí tại không lực của nhiều nước thuộc Khối NATO ngoài Canada. Chiếc máy bay này cũng được sản xuất với số lượng nhỏ tại Australia, Ý, và Nhật Bản. 

## Thiết kế và phát triển
Những đề nghị ban đầu nhằm đáp ứng một yêu cầu của Không lực Lục quân Hoa Kỳ về một kiểu máy bay tiêm kích/tiêm kích hộ tống/tiêm kích-ném bom một chỗ ngồi tầm cao hoạt động ban ngày được thực hiện vào cuối năm 1944, và được biến đổi từ thiết kế của kiểu máy bay cánh thẳng FJ Fury được thiết kế cho Hải quân Hoa Kỳ. Các yêu cầu cao về tính năng bay được thỏa mãn nhờ áp dụng một kiểu cánh xuôi 35° với các mép cánh trước tự động vào trong thiết kế; kết quả là việc sản xuất hàng loạt đã không thể bắt đầu trước khi kết thúc Thế Chiến II. Chiếc nguyên mẫu XP-86, sẽ trở thành kiểu F-86 Sabre, bay chuyến bay đầu tiên ngày 1 tháng 10 năm 1947.
Bộ chỉ huy Không quân Chiến lược Không quân Hoa Kỳ đã sử dụng chiếc F-86 Sabre từ năm 1949 đến năm 1950. Những chiếc F-86 được bố trí đến Không đoàn Ném bom 22, Không đoàn Tiêm kích 1 và Không đoàn Tiêm kích Đánh chặn 1.
Chiếc F-86 được sản xuất cả như là một máy bay tiêm kích đánh chặn và là một máy bay tiêm kích-ném bom. Có nhiều phiên bản được giới thiệu trong suốt vòng đời sản xuất của nó, với những cải tiến và nhiều kiểu vũ khí khác nhau được trang bị. Ví dụ như, kiểu động cơ J47-GE-7 trang bị cho phiên bản F-86A chỉ tạo ra một lực đẩy 5.200 lbf (23 kN) trong khi động cơ General Electric J73-GE-3 của phiên bản F-86h có công suất đẩy 9.250 lbf. Chiếc F-86 là máy bay chiến đấu tiêm kích chủ lực của Mỹ trong Chiến tranh Triều Tiên, với một số lượng đáng kể của ba phiên bản đầu tiên được sản xuất hàng loạt tham gia hoạt động chiến đấu.
Phiên bản tiêm kích-ném bom (F-86H) có thể mang đến 900 kg (2.000 lb) bom, bao gồm một thùng nhiên liệu phụ có thể chứa napalm.
Cả phiên bản tiêm kích đánh chặn và phiên bản tiêm kích-ném bom đều được trang bị sáu súng máy M3 Browning 12,7 mm (0,50 in) trước mũi (những phiên bản sau của kiểu F-86H trang bị bốn pháo 20 mm thay cho các khẩu súng máy). Các khẩu súng được phối hợp để hội tụ ở 300 m (1.000 ft) phía trước máy bay với một quả đạn sáng xen kẻ mỗi năm quả đạn. Đa số loại đạn sử dụng trong Chiến tranh Triều Tiên là kiểu đạn cháy xuyên thép (API) chứa magnesium, được thiết kế để phát lửa khi va đập, nhưng tính năng này khá kém ở độ cao trên 35.000 ft vì nồng độ oxygen không đủ để duy trì sự cháy ở độ cao này. Ban đầu được trang bị thiết bị ngắm bắn tính toán thủ công Mark 18, những phiên bản sau được trang bị radar dò tầm xa ngắm bắn A-1CM để tính toán tầm xa của mục tiêu. Thiết bị này tỏ ra là một ưu thế trước các đối thủ MiG tại Triều Tiên, và nó cũng được trang bị cho những máy bay tiêm kích siêu âm sau này như F-100 Super Sabre và F-105 Thunderchief.
Rocket 70 mm (2,75 in) được sử dụng trên một số máy bay trong thực tập tác xạ, nhưng rocket 127 mm (5 in) sau này được đưa vào sử dụng trong chiến đấu. F-86 cũng có thể gắn được hai thùng nhiên liệu phụ vứt được (sau này nâng lên bốn thùng trên kiểu F-86F bắt đầu từ năm 1953) giúp máy bay có tầm bay xa hơn.
Chiếc F-86 Sabre cũng được chế tạo theo giấy phép nhượng quyền bởi Canadair tại Montreal như là kiểu Canadair Sabre. Biến thể cuối cùng của Canadair Sabre, kiểu Mk 6, được đánh giá chung là một trong những phiên bản Sabre có khả năng nhất trong mọi kiểu được sản xuất ở tất cả các nơi. Chiếc Sabre cuối cùng được sản xuất bởi Canadair Ltd. (Sabre #1815) giờ đây được trưng bày trong bộ sưu tập của Bảo tàng Hàng không Tây Canada (WCAM) tại Winnipeg, Canada sau khi được trao tặng bởi Không quân Pakistan.
Chiếc F-86 các phiên bản thông thường có giá ~178.000 USD thời giá năm 1950 (tương đương 2,3 triệu USD theo thời giá năm 2018). Trong khi đó, một chiếc P-51D Mustang trong Thế chiến 2 (năm 1945) có giá tương đương 500.000 USD thời giá năm 2018. Như vậy chiếc F-86 đắt hơn 4,5 lần so với người tiền nhiệm của nó

## Lịch sử hoạt động

### Chiến tranh Triều Tiên

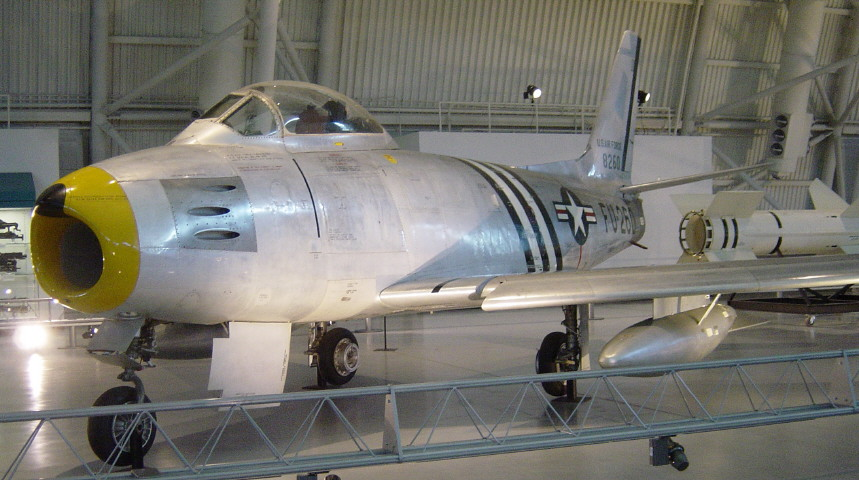
Chiếc Sabre trưng bày tại Bảo tàng Quốc gia Hàng không và Không quân trước đây thuộc Phi đoàn Tiêm kích 4.

Chiếc F-86 Sabre được Không quân Hoa Kỳ đưa vào phục vụ từ năm 1949, tham gia Phi đội 49 "Hat-in-the-Ring" thuộc Phi đoàn Tiêm kích 1 và trở thành máy bay tiêm kích phản lực chủ yếu sử dụng trong không chiến tại Chiến tranh Triều Tiên. Khi chiếc Mikoyan-Gurevich MiG-15 Xô Viết được đưa vào hoạt động tại Triều Tiên vào tháng 11 năm 1950, nó vượt hơn tất cả những máy bay đang hoạt động trong các lực lượng thuộc Liên Hợp Quốc, ba phi đội F-86 được vội vã gửi đến Viễn Đông vào tháng 12. Chiếc F-86 có thể lượn vòng và bổ nhào nhanh hơn chiếc MiG-15, chiếc MiG-15 lại trội hơn F-86 về trần bay, gia tốc và tốc độ lên cao (đặc biệt cho đến khi phiên bản F-86F được đưa vào hoạt động vào năm 1953); những chiếc MiG cất cánh từ những sân bay tại Mãn Châu, và do các phi công Trung Quốc, Bắc Triều Tiên và Không quân Xô Viết điều khiển, đọ sức với hai phi đội thuộc Phi đoàn Tiêm kích 4 có căn cứ tiền phương tại K-14, Kimpo, Nam Triều Tiên.
Nhiều phi công Hoa Kỳ là những cựu binh Thế Chiến II nhiều kinh nghiệm trong khi các phi công Bắc Triều Tiên và Trung Quốc thường thiếu kinh nghiệm, là nguyên do đưa đến những chiến thắng của chiếc F-86. Cho dù những kết quả thực tế như thế nào, rõ ràng là các phi công F-86 không thể có nhiều chiến thắng như vậy trên các phi công Xô Viết lái MiG-15 được huấn luyện kỹ càng hơn. Lúc đầu các phi công Xô Viết lái phần lớn những chiếc MiG-15 tham chiến tại Triều Tiên, nhưng số phi công Bắc Triều Tiên và Trung Quốc ngày càng tích cực hoạt động hơn khi chiến tranh tiếp diễn. Xô Viết và đồng minh của họ thỉnh thoảng hay tranh chấp ưu thế trên không tại "Hành lang MiG", một khu vực gần cửa sông Áp Lục (biên giới giữa Triều Tiên và Trung Quốc) nơi mà các cuộc không chiến ác liệt nhất đã diễn ra. Cánh ổn định ngang di động toàn bộ của phiên bản F-86E đã giúp cho chiếc Sabre có ưu thế quan trọng trên chiếc MiG-15. Cho dù trái ngược với các quy luật tiếp chiến, các đơn vị F-86 thường gây chiến trên không phận các căn cứ của MiG tại "khu ẩn náu" Mãn Châu.

Không đoàn Tiêm kích Đánh chặn 51 "Checkertails" tại sân bay K-13 ở Suwon, Nam Triều Tiên, đang chuẩn bị cho một phi vụ.

Những nhu cầu cân bằng trong hoạt động chiến đấu cùng với nhu cầu duy trì một cấu trúc lực lượng thỏa đáng tại Tây Âu đã dẫn đến việc chuyển đổi Không đoàn Tiêm kích Đánh chặn 51 từ kiểu máy bay F-80 sang kiểu F-86 vào tháng 12 năm 1951. Hai không đoàn tiêm kích-ném bom 8 và 18 cũng chuyển đổi sang kiểu máy bay F-86F vào mùa Xuân năm 1953. Phi đội 2 Không quân Nam Phi cũng sử dụng F-86 và hoạt động nổi bật trong Phi đoàn Tiêm kích Ném bom 18.
Cho đến khi chấm dứt cuộc xung đột, Mỹ tuyên bố các phi công F-86 đã bắn rơi được 792 máy bay MiG trong khi thiệt hại 78 chiếc Sabre, đạt tỉ lệ thắng:thua là 10:1. Nhưng trong nội bộ, Không quân Mỹ xác nhận rằng các phi công của họ trên thực tế chỉ hạ được khoảng 200 chiếc MiG
Báo cáo chính thức sau chiến tranh của Không quân Hoa Kỳ đã ước tính lại để loại bỏ bớt các tuyên bố phóng đại của phi công Mỹ, và báo cáo này đưa ra con số tiêu diệt được 379 chiếc MiG trong khi mất 103 chiếc F-86 Sabre đưa đến một tỉ lệ thắng:thua chỉ gần bằng 3,7:1. Nghiên cứu hiện đại năm 2005 do Dorr, Lake, và Thompson thực hiện cho biết tỷ lệ thắng:thua lại giảm hơn nữa, thực sự chỉ gần bằng 2:1 Một nghiên cứ năm 2008 của RAND dựa trên các số liệu công bố gần đây đã kết luận rằng tỷ lệ thắng:thua thực tế cho F-86 chỉ đạt khoảng 1,8:1, và có khả năng là chỉ đạt 1,3:1 khi chống lại MiG do các phi công Liên Xô điều khiển (các phi công Triều Tiên, Trung Quốc nhìn chung là có trình độ thấp hơn phi công Liên Xô)

Phi công "Ách", Đại tá Harrison R. Thyng, cùng chiếc F-86 Sabre của anh

Phía Xô Viết thì thống kê rằng MiG-15 của họ đã bắn rơi 1.038 máy bay đối thủ, bao gồm 595 chiếc F-86, 178 chiếc F-84, 103 chiếc F-80, 23 chiếc F-51, 10 chiếc F-94, 66 chiếc máy bay ném bom hạng nặng B-29, 28 chiếc Gloster Meteors và hàng chục máy bay các loại khác Một thống kê khác cho con số cao hơn chút ít, theo đó MiG-15 của không quân Liên Xô bắn rơi 1.097 máy bay đối thủ, bao gồm 647 chiếc F-86, 185 chiếc F-84, 118 chiếc F-80, 28 chiếc F-51, 11 chiếc F-94, 65 chiếc máy bay ném bom hạng nặng B-29, 26 chiếc Gloster Meteors và 17 máy bay các loại khác. Đổi lại, đã có 335 chiếc MiG-15 của không quân Liên Xô đã bị mất trong không chiến hoặc bị tai nạn, khiến 120 phi công tử trận Phía Trung Quốc bị mất 224 chiếc MiG-15, 3 chiếc La-11 và 4 chiếc Tu-2 trong toàn cuộc chiến, đổi lại phi công Trung Quốc tuyên bố đã bắn rơi 211 chiếc F-86, 72 chiếc F-84 và F-80, và 47 máy bay các loại khác 67 phi công Liên Xô, 7 phi công Trung Quốc và 2 phi công Triều Tiên đã được ghi nhận đạt cấp Aces (bắn hạ từ 5 máy bay địch trở lên).
Theo dữ liệu chính thức của Hoa Kỳ ("USAF Statistics Digest FY1953") công bố năm 2012, USAF đã mất 250 máy bay chiến đấu F-86 tại Triều Tiên. Trong đó, 184 chiếc đã mất trong chiến đấu và 66 chiếc bị mất do các nguyên nhân ngoài chiến đấu 6 chiếc F-86s của Nam Phi cũng bị mất Như vậy tổng cộng đã có 256 chiếc F-86 bị rơi trong chiến tranh Triều Tiên.
Về tổng tổn thất, không quân Mỹ thống kê tại Triều Tiên họ bị mất 1.466 máy bay trong chiến đấu và 516 máy bay do các nguyên nhân ngoài chiến đấu (chưa tính thiệt hại của các lực lượng không quân đồng minh của Mỹ như Anh, Úc, Nam Phi...). Chia theo loại máy bay thì tổn thất bao gồm 79 chiếc máy bay ném bom hạng nặng B-29 Superfortress, 228 chiếc máy bay ném bom hạng trung B-26, 332 chiếc P-51 Mustang, 368 chiếc F-80, 358 chiếc F-84, 250 chiếc F-86... cùng nhiều loại máy bay khác
Trong số 40 phi công Không quân Hoa Kỳ đạt Ách trong Chiến tranh Triều Tiên, tất cả ngoại trừ chỉ một người đều lái F-86 Sabre. Một phi công từng lái F-86 đáng kể là Thiếu tá Thủy quân Lục chiến John Glenn, thuộc Phi đoàn Tiêm kích Đánh chặn 51, sau này là nhà phi hành vũ trụ và là Nghị sĩ Hoa Kỳ.
Dù sao thì việc Hoa Kỳ so sánh trực tiếp các mất mát của phi cơ F-86 Sabre và MiG-15 có lẽ là không hợp lý, vì 3 nguyên nhân: 
- Các mục tiêu chính yếu của MiG-15 và F-86 là khác nhau. Mục tiêu chính của các phi cơ MiG-15 là săn đuổi oanh tạc cơ hạng nặng B-29 Superfortress, trong khi mục tiêu chính của các phi cơ F-86 Sabre là săn đuổi MiG-15 (có nghĩa là khi không chiến, F-86 sẽ tìm cách tấn công MiG-15, trong khi MiG-15 thường sẽ tìm cách né tránh F-86 để tấn công những chiếc B-29). Nói cách khác là các trận đấu giữa F-86 và MiG-15 thường chỉ diễn ra khi MiG-15 đã bị F-86 bám đuổi khiến phi công MiG-15 phải ngoặt lại để tự vệ, còn nếu không thì phi công MiG-15 sẽ không tìm cách tiêu diệt F-86.
- Cách tính tổn thất của Mỹ có phần mập mờ: những máy bay Mỹ bị trúng đạn của MiG-15 nhưng không rơi tại chỗ mà rơi trên đường quay về thì sẽ được Mỹ tính là rơi do "tai nạn" hoặc vì "nguyên nhân khác", cách tính này đã làm giảm bớt số máy bay bị MiG bắn hạ so với thực tế.
- Ngoài ra, cách so sánh của Mỹ cũng không tính đến số lượng các loại máy bay khác bị bắn rơi bởi MiG-15, gồm hàng trăm chiếc F-80 Shooting Star, F-84 Thunderjet, B-29 Superfortress và một số loại máy bay khác (cần nhớ rằng B-29 mới là mục tiêu chính của MiG-15 và loại máy bay ném bom hạng nặng này còn đắt gấp 4 lần so với F-86, chưa kể mỗi B-29 rơi thì có tới 10 phi công thiệt mạng). Việc so sánh thiệt hại của MiG-15 chỉ với loại F-86 Sabre đã "giấu đi" hàng trăm máy bay khác khác do MiG-15 bắn rơi, tạo ra một ấn tượng giả về tỷ lệ tổn thất giữa 2 bên.

### Sự kiện Eo biển Đài Loan năm 1958
Không quân Trung Hoa Dân Quốc của Đài Loan là một trong những lực lượng đầu tiên nhận được những chiếc Sabre thặng dư của Không quân Hoa Kỳ. Từ tháng 12 năm 1954 đến tháng 6 năm 1956, Không quân Đài Loan nhận 160 máy bay tiêm kích từ F-86F-1-NA đến F-86F-30-NA cũ của Không quân Mỹ. Đến tháng 6 năm 1958, họ đã xây dựng một lực lượng máy bay tiêm kích rất ấn tượng, với 320 chiếc F-86F và bảy chiếc RF-86F.
Những chiếc Sabre và đối thủ MiG-15 lại nhanh chóng đối đầu nhau trên bầu trời châu Á một lần nữa trong Sự kiện Eo biển Đài Loan năm 1958. Vào tháng 8 năm 1958, những người Trung Hoa cộng sản của nước Cộng hòa Nhân dân Trung Hoa dự tính đánh đuổi lực lượng Trung Hoa Dân Quốc khỏi các đảo Kim Môn và Mã Tổ bằng cách pháo kích và phong tỏa. Những chiếc F-86F Đài Loan bay tuần tra trên không bên trên các hòn đảo bị đối đầu bởi những chiếc MiG-15 và MiG-17 Trung Quốc, và nhiều trận không chiến đã xảy ra.
Trong những trận chiến này, những chiếc Sabre Đài Loan đã đưa vào sử dụng nhân tố mới trong không chiến. Trong một hoạt động bí mật được đặt tên là Chiến dịch Black Magic, Hải quân Mỹ đã cung cấp cho phía Trung Hoa Dân Quốc tên lửa AIM-9 Sidewinder, loại tên lửa không-đối-không dẫn đường bằng hồng ngoại đầu tiên của họ vốn vừa mới được đưa vào sử dụng tại Hoa Kỳ. Một nhóm nhỏ từ Phi đội VMF-323, một phi đội FJ-4 Fury Thủy quân Lục chiến, cùng những sự trợ giúp sau đó bởi China Lake và North American đã cải tiến 20 chiếc F-86 Sabre để có thể mang được một cặp Sidewinder dưới cánh, và hướng dẫn cách sử dụng cho các phi công Đài Loan, dùng những chiếc F-100 Super Sabre Không quân Mỹ để mô phỏng chiếc MiG-17. Những chiếc MiG hưởng được một ưu thế độ cao trên chiếc Sabre như chúng từng có tại Triều Tiên và những chiếc MiG Trung Quốc thường xuyên bay bên trên những chiếc Sabre Đài Loan, chỉ tham chiến khi chúng có được lợi thế về vị trí. Tên lửa Sidewinder đã lấy lại ưu thế này và chứng minh rằng nó gây một hiệu quả hủy diệt chống lại những chiếc MiG-15.
Trận chiến mà tên lửa Sidewinder được đưa ra sử dụng lần đầu tiên là vào ngày 24 tháng 9 năm 1958 khi những chiếc Sabre Trung Hoa Dân Quốc thành công trong việc bắn hạ mười máy bay MiG và hai chiến công có thể mà không bị thiệt hại gì cho họ. Trong các trận không chiến bên trên đảo Kim Môn và Mã Tổ kéo dài một tháng, các phi công Đài Loan bắn rơi không ít hơn 29 máy bay MiG và có thể thêm tám chiếc nữa, trong khi chỉ bị thiệt hại hai chiếc F-84G và không mất chiếc Sabre nào. Dù chiếc MiG-15 có ưu thế hơn hẳn về độ cơ động, nhưng nó vẫn chỉ có pháo chứ không có tên lửa như máy bay đối phương, nên khi chiến đấu đối diện sẽ bị yếu thế hơn nhiều.

### Chiến tranh Ấn Độ-Pakistan 1965
Chiếc F-86 được đưa vào hoạt động tại Không quân Pakistan (PAF) vào năm 1954 với lô đầu tiên gồm 120 máy bay. Đa số máy bay thuộc cấu hình phiên bản F-86F-40 ngoại trừ một số ít thuộc tiêu chuẩn F-86F-35. Chiếc F-86 được sử dụng trong chín phi đội PAF trong nhiều thời điểm khác nhau. Trong cuộc Chiến tranh Ấn Độ-Pakistan 1965, những chiếc F-86 trở thành chỗ dựa chính của Không quân Pakistan và có được ít ưu thế về chất lượng so với một lực lượng Không quân Ấn Độ (IAF) đông hơn.
Trong những trận không chiến diễn ra trong cuộc chiến này, Không quân Pakistan thông báo đã bắn rơi 15 máy bay của Không quân Ấn Độ, bao gồm chín chiếc Hawker Hunter, bốn chiếc De Havilland Vampire và hai chiếc Folland Gnat. Tuy nhiên phía Ấn Độ chỉ thừa nhận bị thiệt hại 14 máy bay chiến đấu do F-86 Pakistan gây ra. Những chiếc F-86 có được lợt thế là được trang bị tên lửa AIM-9B/GAR-8 Sidewinder trong khi không có chiếc máy bay Ấn Độ đối địch nào có được khả năng này. Dù vậy, Không quân Ấn Độ thông báo đã bắn rơi 13 máy bay Sabre của Pakistan trong không chiến. Số liệu này bị Không quân Pakistan phủ nhận. Họ thừa nhận đã bị mất tổng cộng 13 máy bay F-86 Sabre trong suốt cuộc chiến tranh kéo dài 23 ngày này, nhưng chỉ có bảy chiếc trong số đó bị bắn rơi trong không chiến.
Cho dù có được tính năng bay khá tốt, chiếc F-86 lại tỏ ra mong manh khi đối đầu cùng những chiếc Folland Gnat tí hon, có tốc độ cao, nhanh nhẹn và khó nhìn thấy. Những chiếc Gnat, vốn được báo cáo đã bắn rơi được bảy chiếc Sabre PAF, được Không quân Ấn Độ đặt cho biệt danh là "Sabre Slayer" (kẻ tiêu diệt Sabre). Tuy nhiên Không quân Pakistan cũng phủ nhận các thông tin này và chấp nhận bị thiệt hại ba chiếc F-86 Sabre bởi những chiếc Gnat.

Những chiếc Sabre của Không quân Pakistan đang ném bom napalm.

Những chiếc Sabre PAF cũng thực hiện tốt nhiệm vụ tấn công mặt đất. Họ cho biết đã tiêu diệt được khoảng 36 máy bay trên mặt đất tại các sân bay Ấn Độ ở Halwara, Kalaikunda, Baghdogra, Srinagar và Pathankot. Một lần nữa, con số này lại bị phủ nhận. Ấn Độ chỉ thừa nhận bị thiệt hại khoảng 22 máy bay trên mặt đất do bị các máy bay F-86 và máy bay ném bom B-57 Canberra của Không quân Pakistan gây ra.
Những máy bay F-86 Pakistan còn được sử dụng chống lại các đội quân Ấn Độ đang tiến công, khi những chiếc Sabres thuộc Phi đội 19 PAF tấn công các lực lượng Quân đội Ấn Độ trên mặt đất sử dụng rocket 5 inch và sáu khẩu súng máy M3 Browning 12,7 mm (0,50 inch). Theo các báo cáo của phía Pakistan, lực lượng thiết giáp Ấn Độ phải chịu đựng áp lực của cuộc tấn công đặc biệt này tại Wagah. Phi đội 14 Không quân Pakistan sử dụng những chiếc F-86 Sabre đã có biệt danh trong Không quân là "Tailchoppers" vì những hành động dũng cảm trong Chiến tranh Ấn Độ-Pakistan 1965.
Thiếu tá Muhammad Mahmood Alam là một phi công "Ách" của Không quân Pakistan trong cuộc chiến này. Ông được chính thức công nhận đã bắn hạ được năm máy bay Hunter đối phương trong vòng một phút, cho đến nay vẫn là một kỷ lục. Tổng cộng ông có chín chiến công không chiến và gây hư hại hai chiếc khác trong thành tích của mình.
Trong cuộc chiến này, Hoa Kỳ đã cấm vận việc mua bán F-86 cho phía Pakistan. Tuy nhiên, Pakistan đã duy trì đội máy bay F-86 của họ thông qua việc mua khoảng 90 chiếc Sabre của Iran và Sabre Mk 6 CL-13 (F-86 Sabre do Canada sản xuất), sẽ tạo nên cột trụ của lực lượng Không quân hoạt động trong cuộc Chiến tranh Ấn Độ-Pakistan 1971 sau này.

### Chiến tranh Ấn Độ-Pakistan 1971

Các sĩ quan Ấn Độ đứng bên cạnh những chiếc Sabre chiếm được tại phi trường Dhaka. Cho dù có 11 chiếc Sabre tại Đông Pakistan bị Không quân Pakistan vô hiệu hóa trong Cuộc chiến giải phóng Bangladesh để ngăn cho chúng không bị đối phương sử dụng, một số chiếc được phục hồi nguyên vẹn và sau này được Không quân Bangladesh sử dụng.

Những chiếc Canadair Sabres (Mark 6) mà Pakistan sở hữu được từ tồn kho của Không quân Đức thông qua Iran, là chỗ dựa chính của Không quân Pakistan (PAF) khi các hoạt động chiến đấu ban ngày trong cuộc Chiến tranh Ấn Độ-Pakistan 1971, và bị thử thách đối đầu mối đe dọa của Không quân Ấn Độ. Cho dù được sở hữu thêm những kiểu máy bay mới hơn như Mirage III và Shenyang F-6, chiếc Sabre Mark VI (được chấp nhận rộng rãi như là máy bay "không chiến" tốt nhất vào thời đó) cùng với những chiếc F-86F cũ hơn của Không quân Pakistan, phải đảm trách phần lớn những hoạt động trong cuộc chiến, do số lượng ít ỏi của những chiếc Mirage và tình trạng chưa sẵn sàng chiến đấu của những chiếc Shenyang F-6
Lúc bắt đầu chiến tranh, Không quân Pakistan có tám phi đội F-86 Sabres. Tuy nhiên, tại Đông Pakistan (Bangladesh ngày nay) chỉ có một phi đội F-86 được PAF bố trí (Phi đội 14), đã phải đối mặt với những chiếc MiG-21 và Su-7 ghê gớm của Xô Viết được Không quân Ấn Độ sở hữu và có số lượng hoàn toàn áp đảo.
Cho dù đối mặt với những thách thức như vậy, những chiếc F-86 đã hoạt động tốt, và được Không quân Pakistan cho là đã bắn rơi 31 máy bay Ấn Độ trong không chiến, bao gồm 17 chiếc Hawker Hunter, tám chiếc Sukhoi Su-7 'Fitter', một chiếc MiG 21 và ba chiếc Gnat trong khi bị tổn thất bảy chiếc F-86. Tuy nhiên, Ấn Độ cho là đã bắn rơi 11 chiếc Sabre PAF với tổn thất là 11 máy bay chiến đấu bị F-86 bắn rơi  trong không chiến. Sức mạnh chung mà Không quân Ấn Độ có được là thuần túy về số lượng áp đảo đối với một phi đội Sabre tại Đông Pakistan duy nhất và các máy bay quân sự khác, vốn bị bắn rơi hay nằm lại trên mặt đất do không chống đỡ được, để cho Không quân Ấn Độ hoàn toàn khống chế được ưu thế trên không.
Trận không chiến đáng kể đầu tiên bên trên bầu trời Đông Pakistan là Trận đánh Boyra, trong đó phía Ấn Độ cho rằng bốn chiếc Folland Gnat của họ đã bắn rơi được ba chiếc Sabre. Nhưng thông tin này bị Không quân Pakistan phủ nhận và cho rằng hai chiếc Sabre và một chiếc Gnat đã bị rơi trong trận này.. Thống kê chính thức của Pakistan cho biết tổng cộng có 24 chiếc Sabre đã bị mất trong cuộc chiến này: 13 do hoạt động của đối phương và 11 chiếc bị Không quân Pakistan tự phá hủy trên mặt đất ngăn không cho đối phương sử dụng, trong khi Không quân Ấn Độ đưa ra các con số tương ứng là 28: 17 và 11. Tuy nhiên, năm chiếc Sabre trong số này sau đó được phục hồi trở lại tình trạng có thể bay được và được Không quân Bangladesh đưa vào hoạt động trở lại.
Sau cuộc chiến này, Pakistan dần dần loại bỏ những chiếc F-86 Sabre và thay thế chúng bằng kiểu máy bay tiêm kích F-6 của Trung Quốc (dựa trên thiết kế của chiếc MiG-19 Xô Viết). Chiếc Sabre cuối cùng được rút khỏi hoạt động trong Không quân Pakistan vào năm 1980. Tuy vậy những chiếc F-86 Sabre vẫn là một huyền thoại tại Pakistan và được xem như là biểu trưng của niềm tự hào. Chúng được trưng bày tại Bảo tàng Không quân Pakistan và tại các thành phố có những phi công đã từng bay chúng.

### Argentina
Có tổng cộng 28 chiếc F-86F dư thừa được gửi cho Không quân Argentine (Fuerza Aérea Argentina) vào năm 1960. Chiếc đầu tiên được nhận vào ngày 26 tháng 9 năm 1960. Những chiếc Sabre đã tham gia hoạt động trong việc ngăn chặn một cuộc đảo chính chống lại chính phủ dân cử vào tháng 4 năm 1962.

### Australia
Không quân Hoàng gia Australia mua 112 chiếc phiên bản của Sabre được sản xuất tại chỗ dựa trên kiểu F-86F, và được đặt tên là CAC CA27. Phiên bản Sabre này được trang bị một động cơ Rolls-Royce RA.7 Avon Mk26, hai pháo ADEN 30mm, và kể từ năm 1959 được trang bị tên lửa không-đối-không AIM-9 Sidewinder, đưa đến các cải biến quan trọng so với thiết kế chiếc Sabre nguyên thủy. Không quân Hoàng gia Australia sử dụng những chiếc Avon-Sabre này từ năm 1956 đến năm 1971.

### Bồ Đào Nha
Vào năm 1958, Không quân Bồ Đào Nha (Força Aérea Portuguesa) nhận được 50 chiếc F-86F cũ từ kho của Không quân Hoa Kỳ. Một số nhỏ những chiếc F-86F của Hoàng gia Na Uy trước đây cũng được mua như là nguồn phụ tùng trong những năm 1968 - 1969. Tất cả chúng được nâng lên tiêu chuẩn F-86F-40, bao gồm khả năng mang tên lửa Sidewinder. Hai phi đội Không quân Bồ Đào Nha số 51 và 52 đã sử dụng những chiếc Sabre này. Vào tháng 8 năm 1961, tám chiếc Sabre được bố trí đến Guinea thuộc Bồ Đào Nha như là cuộc biểu dương lực lượng chống lại những người nổi dậy, và chúng đã ở lại đấy ba năm, hoạt động tấn công mặt đất và hỗ trợ chống lại lực lượng nổi dậy. Chúng được rút khỏi Guinea vào tháng 10 năm 1964. Sáu chiếc Sabre cuối cùng được cho nghỉ hưu vào tháng 7 năm 1980.

### Nam Phi
Trong Chiến tranh Triều Tiên, Không quân Nam Phi đã sử dụng 22 chiếc F-86F-30-NA Sabre mượn của Không quân Hoa Kỳ. Chúng hoạt động trong Phi đội 2 "Cheetah" tại Triều Tiên trong biên chế Phi đoàn Tiêm kích-ném bom 18 Hoa Kỳ, thực hiện 2.032 phi vụ chiến đấu trong những tháng cuối cùng của cuộc chiến này. Sáu chiếc đã bị tổn thất trong chiến đấu. Sau chiến tranh, những chiếc Sabre được hoàn trả cho Mỹ, và được chuyển cho Đài Loan. Để thay thế chúng, 34 chiếc Canadair Sabre Mk 6 đã được giao cho Không quân Nam Phi vào tháng 4 năm 1954.

### Venezuela
Không quân Venezuela (Fuerzas Aereas Venezolanas) nhận được 30 chiếc F-86F cũ của Không quân Hoa Kỳ trong những năm 1955 - 1960. Những chiếc này được sử dụng bởi Phi đội 12 và Phi đội 36 Jaguares và có thể cũng bởi các phi đội 37 và 38. Chúng được sử dụng chung với những chiếc F-86K có được do dự trữ dư thừa của Không quân Đức. Bốn chiếc F-86F đã tham gia vào vụ đảo chính không thành công năm 1958, bắn phá dinh tổng thống tại Caracas. Có sáu chiếc F-86F bị mất do tai nạn. Hầu hết những chiếc F-86F còn sống sót được cho ngưng hoạt động vào năm 1969. Những chiếc F-86F được cho nghỉ hưu vào năm 1971, và có chín chiếc đã được chuyển cho Bolivia.

## Vượt bức tường âm thanh

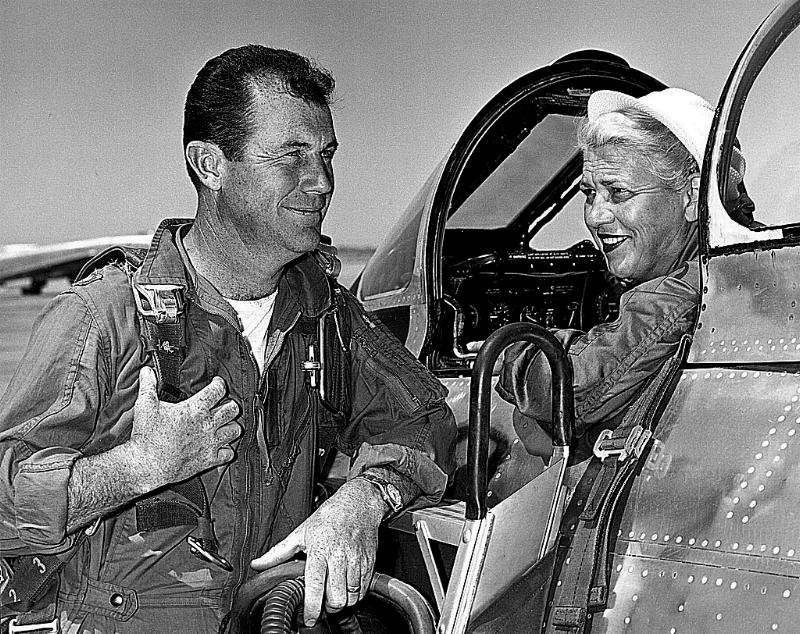
Jackie Cochran trong buồng lái chiếc Canadair F-86 cùng phi công thử nghiệm Chuck Yeager.

Chiếc F-86 có thể đã là chiếc máy bay đầu tiên vượt bức tường âm thanh. Cho dù nó là một chiếc máy bay dưới tốc độ âm thanh khi bay ngang, giống như nhiều chiếc máy bay dưới tốc độ âm thanh khác, nó có khả năng vượt bức tường âm thanh khi bổ nhào.
Nhiều người từng tham gia vào việc phát triển chiếc F-86, kể cả kỹ sư khí động học trưởng của dự án và một trong các phi công thử nghiệm, cho rằng phi công thử nghiệm của North American là George Welch thực sự đã phá vỡ bức tường âm thanh trong khi bổ nhào trên chuyến bay thử nghiệm đầu tiên vào ngày 1 tháng 10 năm 1947, 14 ngày trước khi Chuck Yeager vượt qua bức tường âm thanh trên chiếc máy bay thử nghiệm động cơ hỏa tiễn Bell X-1 (chiếc X-1 là máy bay đầu tiên duy trì tốc độ siêu âm khi bay ngang làm cho nó trở thành máy bay siêu âm thực sự đầu tiên). Cho dù thành tích này không được chính thức công nhận (và không bao giờ xác nhận được vì chúng không được đo kiểm chính xác và đủ chứng cứ), nó cũng không bị chính thức phủ nhận.
Chiếc F-86 lần đầu tiên chính thức vượt bức tường âm thanh là vào ngày 26 tháng 4 năm 1948. Đến ngày 18 tháng 5 năm 1953, Jacqueline Cochran bay một chiếc F-86E do Canada chế tạo song song cùng Chuck Yeager, trở thành phụ nữ đầu tiên vượt bức tường âm thanh.

## Các phiên bản

### North American F-86
XF-86Kiểu nguyên mẫu, ban đầu được đặt tên là XP-86, North American kiểu NA-140. Có ba chiếc được chế tạo.
YF-86AChiếc nguyên mẫu đầu tiên được trang bị động cơ turbo phản lực General Electric J47.
F-86AKiểu sản xuất hàng loạt. North American kiểu NA-151 và NA-161. Có 554 chiếc được chế tạo.
DF-86AMột số chiếc F-86A được cải biến để hướng dẫn mục tiêu giả.
RF-86A11 chiếc F-86A được cải biến với ba máy ảnh cho mục đích trinh sát.
F-86BCó 188 chiếc được đặt hàng như là phiên bản A được nâng cấp với thân rộng hơn và bánh đáp lớn hơn, nhưng được giao hàng như là kiểu F-86A-5, North American kiểu NA-152.
F-86CTên ban đầu của kiểu máy bay thử nghiệm YF-93A. Có hai chiếc được chế tạo. Đơn đặt hàng 118 chiếc bị hủy bỏ. North American kiểu NA-157
YF-86DChiếc nguyên mẫu máy bay tiêm kích đánh chặn hoạt động trong mọi thời tiết, được đặt hàng ban đầu dưới tên YF-95A, hai chiếc được chế tạo nhưng tên gọi đổi thành YF-86D, North American kiểu NA-164
F-86DKiểu máy bay tiêm kích đánh chặn sản xuất hàng loạt ban đầu có tên là F-95A. Có 2.506 chiếc được chế tạo: North American kiểu NA-165, NA-177, NA-173, NA-190 và NA-201. Phiên bản F-86D chỉ có 25% tương tự với các phiên bản khác, có khung thân máy bay lớn hơn để chứa vòm radar và động cơ đốt sau lớn hơn.
F-86ECải tiến hệ thống điều khiển bay và cánh đuôi. Có 456 chiếc được chế tạo. North American kiểu NA-170, NA-172. Có 60 chiếctrong số này được chế tạo bởi Canadair dành cho Không quân Hoa Kỳ (F-86E-6)
F-86E(M)Tên gọi dành cho những chiếc Sabre cũ của Không quân Hoàng gia Anh được chuyển sang không quân các nước thuộc Khối NATO khác.
QF-86ETên gọi dành cho những chiếc Sabre Mk. V dư ra của Không quân Hoàng gia Canada được cải biến thành mục tiêu giả lập.
F-86FĐộng cơ được nâng cấp và cánh rộng hơn không có mép trước nhô ra. Có 2.239 chiếc được chế tạo. North American kiểu NA-172, NA-176, NA-191, NA-193, NA-202, NA-227, NA-231, NA-238 và NA-256; có thêm 300 khung máy bay trong loạt này được lắp ráp bởi Mitsubishi tại Nhật Bản dành cho Không lực Phòng vệ Nhật Bản.
QF-86FKhoảng 50 chiếc F-86F cũ của Không lực Phòng vệ Nhật Bản được cải biến thành mục tiêu giả lập bởi Hải quân Hoa Kỳ.
RF-86FMột số chiếc F-86F-30 được cải biến với ba máy ảnh cho mục đích trinh sát; đồng thời có 18 chiếc của Không lực Phòng vệ Nhật Bản cũng được cải biến tương tự.
TF-86FHai chiếc F-86F được cải biến thành cấu hình huấn luyện hai chỗ ngồi, thân được kéo dài và cải tiến cánh. North American kiểu NA-204.
F-86GTên được đề nghị cho phiên bản cải tiến F-86D với động cơ được nâng cấp và thay đổi các thiết bị, có 406 chiếc được chế tạo như tiểu biến thể của phiên bản F-86D.
YF-86HNguyên mẫu máy bay tiêm kích-ném bom được tái thiết kế với thân sâu hơn, nâng cấp động cơ, cánh rộng hơn và cải tiến đuôi, hai chiếc được chế tạo như là North American kiểu NA-187.
F-86HKiểu sản xuất hàng loạt với hệ thống ném bom tầm thấp (LABS) và khả năng mang Vũ khí nguyên tử. North American kiểu NA-187 và NA-203. Có 473 chiếc được chế tạo.
QF-86H29 khung máy bay F-86H được cải biến thành mục tiêu giả lập để sử dụng tại Trung tâm Vũ khí Hải quân Hoa Kỳ.
F-86JMột chiếc F-86A-5-NA số hiệu 49-1069 bay cùng động cơ turbo phản lực Orenda, North American kiểu NA-167 - cùng tên dành cho phiên bản A trang bị động cơ Canada nhưng dự án không tiến triển.
YF-86KPhiên bản F-86D dự định để xuất khẩu với các khay rocket được thay bằng bốn pháo 20 mm và hệ thống kiểm soát hoả lực đơn giản, có hai chiếc được cải biến.
F-86KPhiên bản F-86D dành cho các nước Khối NATO. Có 120 chiếc được chế tạo bởi North American và 221 bộ khung máy bay được Fiat lắp ráp, North American kiểu NA-222, NA-213, NA-221 and NA-242.
F-86LPhiên bản cải biến F-86D có hệ thống điện tử mới, đầu cánh kéo dài, sắp xếp lại buồng lái và nâng cấp động cơ. Có 981 chiếc được cải biến.

### CA-27 Sabre
Kiểu này được sản xuất theo giấy phép nhượng bởi Commonwealth Aircraft Corporation (CAC) tại Australia dành cho Không quân Hoàng gia Australia dưới tên gọi CA-27 Sabre. Cấu trúc thân được tái thiết kế 60% để trang bị động cơ Rolls-Royce Avon (với lực đẩy mạnh hơn khoảng 50%), pháo Aden 30mm và tên lửa AIM-9 Sidewinder. 
CA-26một chiếc nguyên mẫu được chế tạo với động cơ nhập khẩu
Sabre Mk 30trang bị động cơ Rolls-Royce Avon-20. Có 21 chiếc được chế tạo.
Sabre Mk 31trang bị động cơ Rolls-Royce Avon-20, đôi chút khác biệt về kiểu cánh. Có 21 chiếc được chế tạo.
Sabre Mk 32trang bị động cơ Rolls-Royce Avon-26, bốn đế cánh, trữ lượng nhiên liệu tương đương kiểu F-86F. Có 69 chiếc được chế tạo.
Cùng với kiểu Canadair Sabre 6, những chiếc Sabre trang bị động cơ Avon được xem là một trong những phiên bản tốt nhất từng được sản xuất. Sau khi được Không quân Hoàng gia Australia cho nghỉ hưu, những chiếc còn lại tiếp tục phục vụ cho Không quân Indonesia và Không quân Hoàng gia Malaysia.

### Canadair Sabre

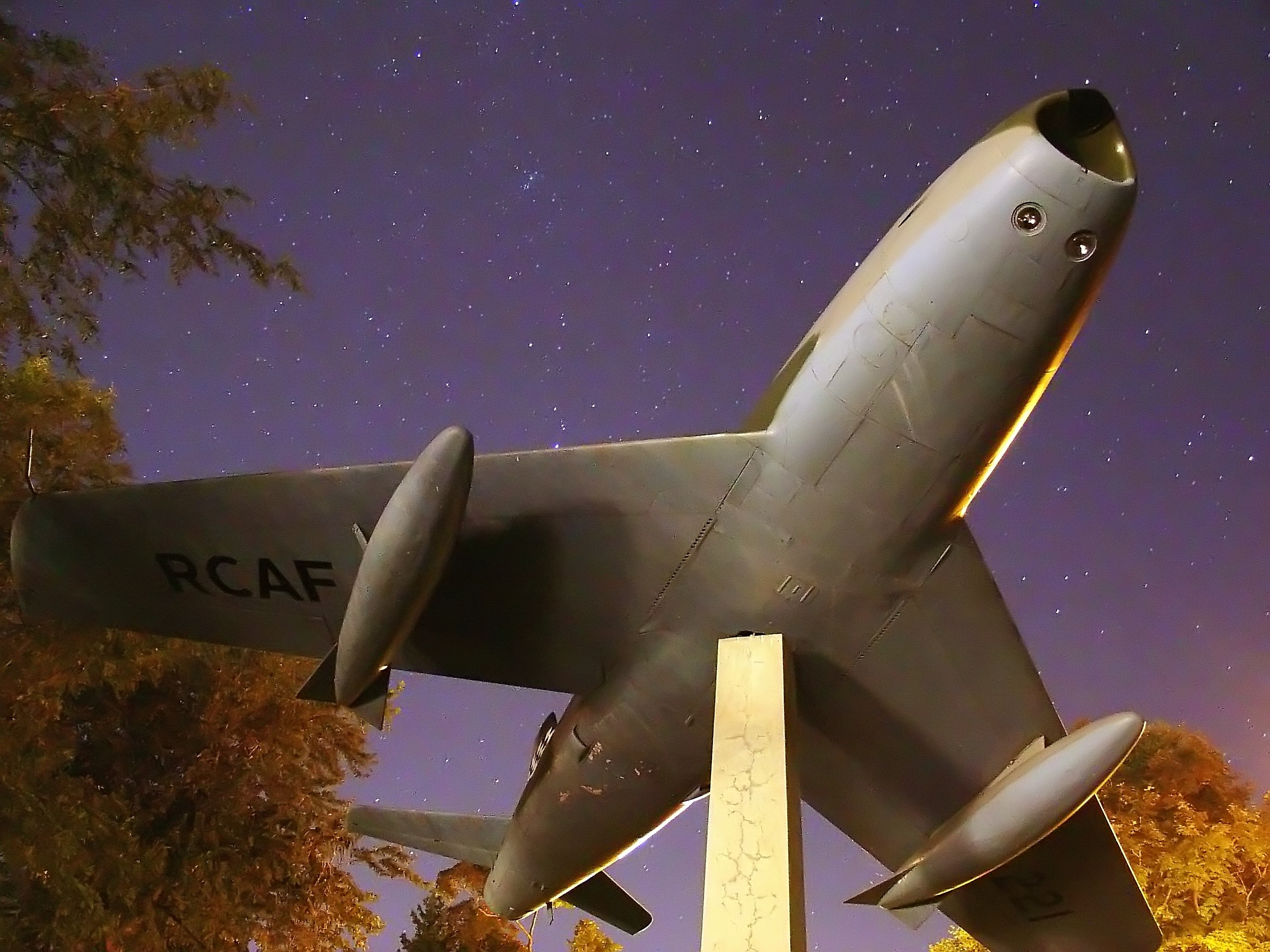
Đài kỷ niệm chiếc F-86 Sabre tại Học viện Quân sự Hoàng gia Canada ở Kingston, Ontario.

Chiếc F-86 cũng được sản xuất bởi Canadair tại Canada như là kiểu CL-13 Sabre nhằm thay thế chiếc de Havilland Vampire, và bao gồm các phiên bản: 
Sabre Mk 1Nguyên mẫu F-86A. Có một chiếc được chế tạo.
Sabre Mk 2Kiểu F-86E. Có 350 chiếc được chế tạo. 60 chiếc cho Không quân Hoa Kỳ, ba chiếc cho Không quân Hoàng gia Anh, 287 chiếc cho Không quân Hoàng gia Canada
Sabre Mk 3Dùng làm nền tảng thử nghiệm động cơ phản lực Orenda. Có một chiếc được chế tạo.
Sabre Mk 4Phiên bản Mk 3 sản xuất. Có 438 chiếc được chế tạo. Mười chiếc cho Không quân Hoàng gia Canada, 428 chiếc cho Không quân Hoàng gia Anh dưới tên gọi Sabre F 4
Sabre Mk 5Phiên bản F-86F trang bị động cơ phản lực Orenda. Có 370 chiếc được chế tạo. 295 chiếc cho Không quân Hoàng gia Canada, 75 chiếc cho Không quân Đức.
Sabre Mk 6Có 655 chiếc được chế tạo. 390 chiếc cho Không quân Hoàng gia Canada, 225 chiếc cho Không quân Đức, sáu chiếc cho Không quân Đức, sáu chiếc cho Colombia và 34 chiếc cho Nam Phi
Xem thêm bài FJ Fury về con số sản xuất của các phiên bản kiểu này của Hải quân Mỹ.
North American Aviation đã chế tạo tổng cộng 6.297 chiếc F-86 và 1.115 chiếc FJ. Canadair chế tạo 1.815; CAC chế tạo 112, Fiat chế tạo 221, và Mitsubishi chế tạo 300, nâng lên tổng số máy bay Sabre/Fury được sản xuất là 9.860 chiếc.

## Các nước sử dụng

Các nước sử dụng Sabre

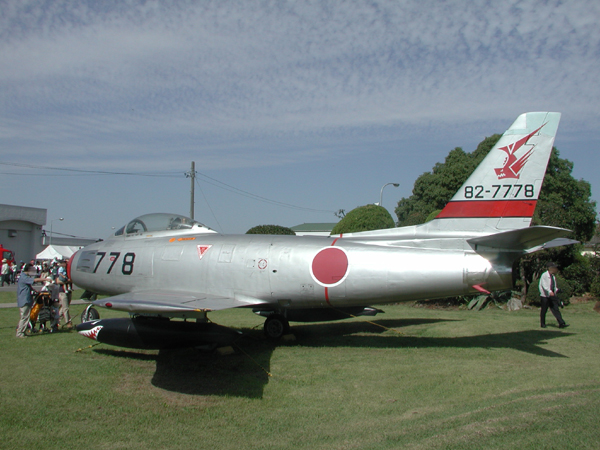
Chiếc F-86F Sabre Nhật Bản.

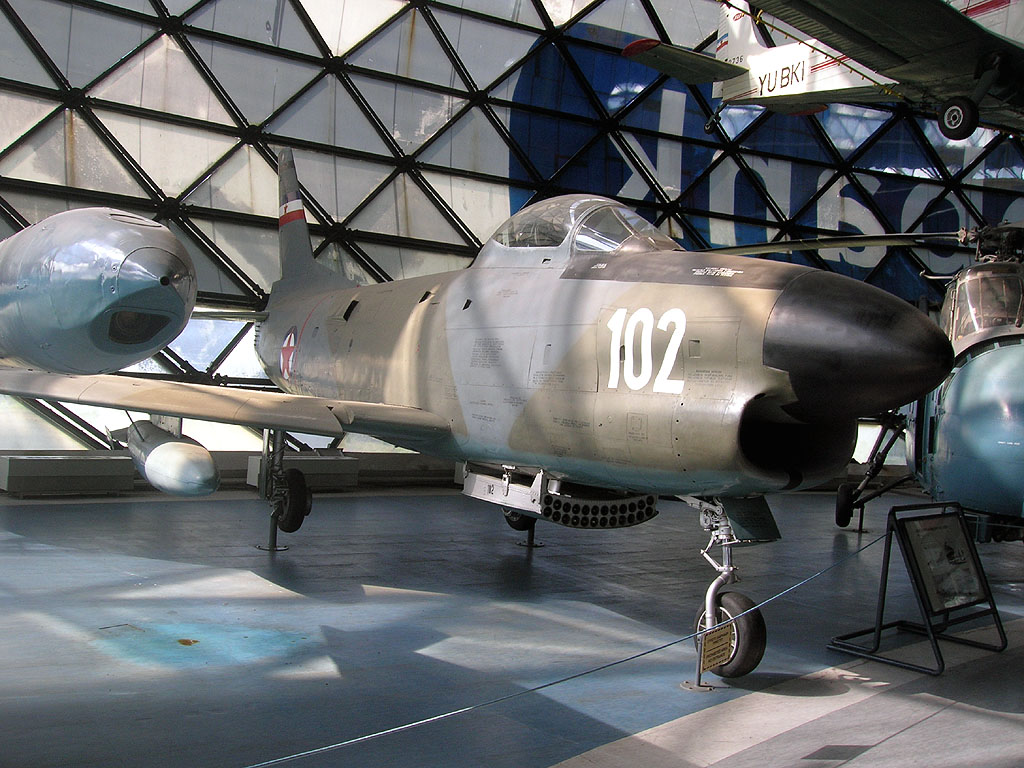
Chiếc F-86D Sabre Nam Tư.

- Argentina: Không quân Argentine (Fuerza Aérea Argentina)
- Úc: Không quân Hoàng gia Australia
- Bangladesh: Không quân Bangladesh
- Bolivia: Không quân Bolivia (Fuerza Aérea Boliviana)
- Myanmar:
- Canada: Không quân Hoàng gia Canada
- Colombia: Không quân Colombia (Fuerza Aérea Colombiana)
- Đan Mạch: Không quân Hoàng gia Đan Mạch
- Ethiopia: Không quân Ethiopia
- Pháp: Không quân Pháp (Armée de l'Air)
- Đức: Không quân Đức
- Hy Lạp: Không quân Hy Lạp
- Honduras: Không quân Honduras (Fuerza Aérea Hondureña)
- Indonesia: Không quân Indonesia
- Iran: Không quân Hoàng gia Iran
- Iraq: Không quân Iraq
- Ý: Không quân Italia (Aeronautica Militare)
- Nhật Bản: Không quân Japanese Air Self-Defense Force
- Malaysia: Không quân Hoàng gia Malaysia
- Hà Lan: Không quân Hoàng gia Hà Lan
- Na Uy: Không quân Hoàng gia Na Uy
- Pakistan: Không quân Pakistan
- Perú: Không quân Peru (Fuerza Aérea del Perú)
- Philippines: Không quân Philippines
- Bồ Đào Nha: Không quân Bồ Đào Nha (Força Aérea Portuguesa)
- Đài Loan: Không quân Trung Hoa Dân Quốc
- Ả Rập Xê Út: Không quân Hoàng gia Ả-rập Saudi
- Nam Phi: Không quân Nam Phi
- Hàn Quốc: Không quân Cộng hòa Hàn Quốc
- Tây Ban Nha: Không quân Tây Ban Nha (Ejército del Aire)
- Thái Lan: Không quân Hoàng gia Thái Lan
- Tunisia: Không quân Tunisia
- Thổ Nhĩ Kỳ: Không quân Thổ Nhĩ Kỳ
- Anh Quốc: Không quân Hoàng gia Anh
- Hoa Kỳ: Không quân Hoa Kỳ
- Venezuela: Không quân Venezuela (Fuerza Aérea Venezolana)
- Nam Tư: Không quân Nam Tư

## Đặc điểm kỹ thuật (F-86F)
Tham khảo: Quest for Performance

### Đặc tính chung
- Đội bay: 01 người
- Chiều dài: 11,4 m (37 ft 6 in)
- Sải cánh: 11,3 m (37 ft 1 in)
- Chiều cao: 4,5 m (14 ft 8 in)
- Diện tích cản: 0,35 m² (3,8 ft²)
- Hệ số nâng/lực cản: 0,0132
- Tỉ lệ dài/rộng cánh: 4,78
- Trọng lượng có tải: 6.300 kg (13.791 lb)
- Động cơ: 1 x động cơ General Electric J47 turbo phản lực, lực đẩy 5.200 lbf (24,0 kN)

### Đặc tính bay
- Tốc độ lớn nhất: 1.100 km/h (595 knot, 685 mph)
- Tầm bay tối đa: 1.900 km (1.000 nm, 1.200 mi)
- Trần bay: 14.900 m (49.000 ft)
- Tốc độ lên cao: 36,8 m/s (7.250 ft/min); 6,3 phút để đạt độ cao 9.145 m(30.000 ft)
- Tỉ lệ lực đẩy/khối lượng: 0,38
- Tỉ lệ lực nâng/lực cản: 15,1

### Vũ khí
- 6 x súng máy 12,7 mm (0,50 in)

## Nội dung liên quan

### Máy bay liên quan
- Canadair Sabre
- FJ Fury
- F-100 Super Sabre
- North American YF-93

### Máy bay tương tự
- Dassault Mystère
- Mikoyan-Gurevich MiG-15
- Saab Tunnan
- Supermarine Swift

### Trình tự thiết kế
XP-83 - F-84 - XF-85 - F-86 - XF-87 - XF-88 - F-89

### Danh sách liên quan
- Danh sách máy bay chiến đấu
- Danh sách máy bay quân sự Hoa Kỳ